# Terramelar

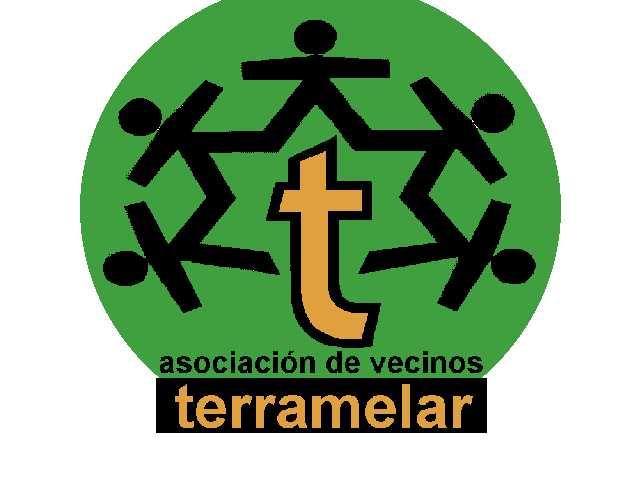
Logo de la asociación de vecinos Terramelar

Terramelar es un barrio que pertenece al término municipal de Paterna, compuesto por 29 edificios y 15 bloques de viviendas unifamiliares. Antes de urbanizarse, en su terreno se cultivaban almendros, de ahí la procedencia del nombre, del valenciano, terra d'ametlers.
Linda al norte con el barrio de Lloma Llarga, al sur con la Feria de muestras de Valencia, al este con el término municipal de Burjasot y al oeste con el cuartel militar de Paterna.
La población está compuesta por 2525 habitantes, 1209 hombres y 1316 mujeres (2023).
El barrio cuenta con un colegio religioso concertado (El Armelar) y un centro de educación infantil (Parque Terramelar), una residencia (Sagrada Familia), una farmacia, un centro cívico, un ambulatorio, un casal fallero, una papelería, un supermercado, una biblioteca, dos inmobiliarias, dos peluquerías, Un restaurante y una asociación deportiva con piscina, piscina infantil, dos pistas de tenis, tres de pádel y un campo de fútbol-7. Este se encuentra al lado la Feria de Muestras de Valencia compartida con Benimamet (60 % Terramelar y 40 % Beni ).
Respecto a la primera edificación de Terramelar, El Armelar, se trata de un centro educativo antiguo e histórico. Fundado en 1940 por la Institución Teresiana, se trasladó al barrio en 1968, donde recibió su nombre actual al ubicarse en un terreno lleno de almendros. Los valores que se imparten en el colegio, van más allá de la educación y buscan inculcar la inclusión, la participación, la innovación y el compromiso, bajo el lema de "Acompañar, educar, transformar".
Por otro lado, la evolución del barrio de Terramelar durante esta última década, debe su causa a la Junta de Barrio Terramelar. Su concejal de Sostenibilidad y Atención a la Ciudadanía, Eva Pérez, mandaba sus demandas sobre la reforma de las instalaciones del centro cívico del barrio al Ayuntamiento de Paterna, en 2016. En junio del mismo año, la gobernación del municipio optimizó este espacio de reunión pública para los vecinos y vecinas de Terramelar, con la incorporación de dos salas diferenciadas, wifi y ordenadores. Aparte de esta mejora, cabe destacar otros trabajos de cuidado que se llevaron a cabo en el barrio, como la pintura de imbornales contra el mosquito tigre, ya que se trata de una zona bastante verde y con fauna, el establecimiento de un parking en la antigua depuradora del barrio, donde se encontraba el viejo solar abandonado, el cual había sido reclamado por parte de los vecinos para realizar una reforma y darle utilidad, el incremento del mantenimiento y la limpieza de las calles y la integración de Terramelar a la Línea 140 del autobús municipal de Paterna.
En 2017, el alcalde de Paterna, Juan Antonio Sagredo, escogió Terramelar como uno de los seis barrios para visitar durante su campaña de "L'Alcalde més a prop". Allí conoció a algunos de los vecinos, que, en nombre de toda la comunidad, le trasmitieron sus demandas, quejas y sugerencias acerca del bienestar de su barrio. Respecto a una de estas cuestiones, en relación con la suciedad de los suelos por culpa de los excrementos de perros, Sagredo aprovechó para anunciar públicamente la intención del Ayuntamiento de aprovechar un espacio de 600 m2 de la zona de Terramelar, para la construcción de pipicanes.
Además, en 2019, el Ayuntamiento de Paterna planteó la reforma del ambulatorio de Terramelar, en la calle Alginet n.º 10, bajo un coste de 13.451,55 euros. Gracias a estas obras, el centro de salud consiguió adaptar sus instalaciones a todos los usuarios del barrio. Así como indicaba el concejal de Sanidad, Julio Fernández, los trabajos realizados fueron resultado de las peticiones públicas de los vecinos al gobierno del municipio. Algunas de las reformas más destacables que se llevaron a cabo fueron la adaptación de los servicios para hombres, la organización de una recepción asistida con ventanillas, paneles metálicos y cristalería, el repaso de la pintura del interior, la sustitución del mobiliario por uno renovado y moderno...
También, en 2023, se reasfaltaron 94 plazas del barrio, entre las calles de Casinos, Alginet y Almàssera, así como las señales horizontales de circulación. Según la teniente de alcalde de Movilidad, Nuria Campos, con estas transformaciones se ayuda a desarrollar la actividad urbana para que las necesidades de todos los vecinos y vecinas de Terramelar estén cubiertas. Así pues, estas obras se incluyeron en el Plan Transforma, un proyecto impulsado con el objetivo de perfeccionar la organización urbanística en los diferentes barrios y áreas industriales del municipio de Paterna.
No obstante, desde hace años, los vecinos de Terramelar también sufren problemas de tráfico a causa de la Feria de Valencia que da a parte del barrio. De hecho, la asociación de vecinos lo denunció en 2018 a través de un comunicado en el que destacaban, además del tráfico, las dificultades que ocasionaban las obras, los ruidos de los almacenamientos de carretillas y basura de la propia Feria, el aislamiento del barrio, la inaccesibilidad de los buses y vehículos personales, debido al aparcamiento de la Feria, y el abandono de las zonas verdes y jardines que rodean la Feria y Terramelar, respectivamente.

## Historia

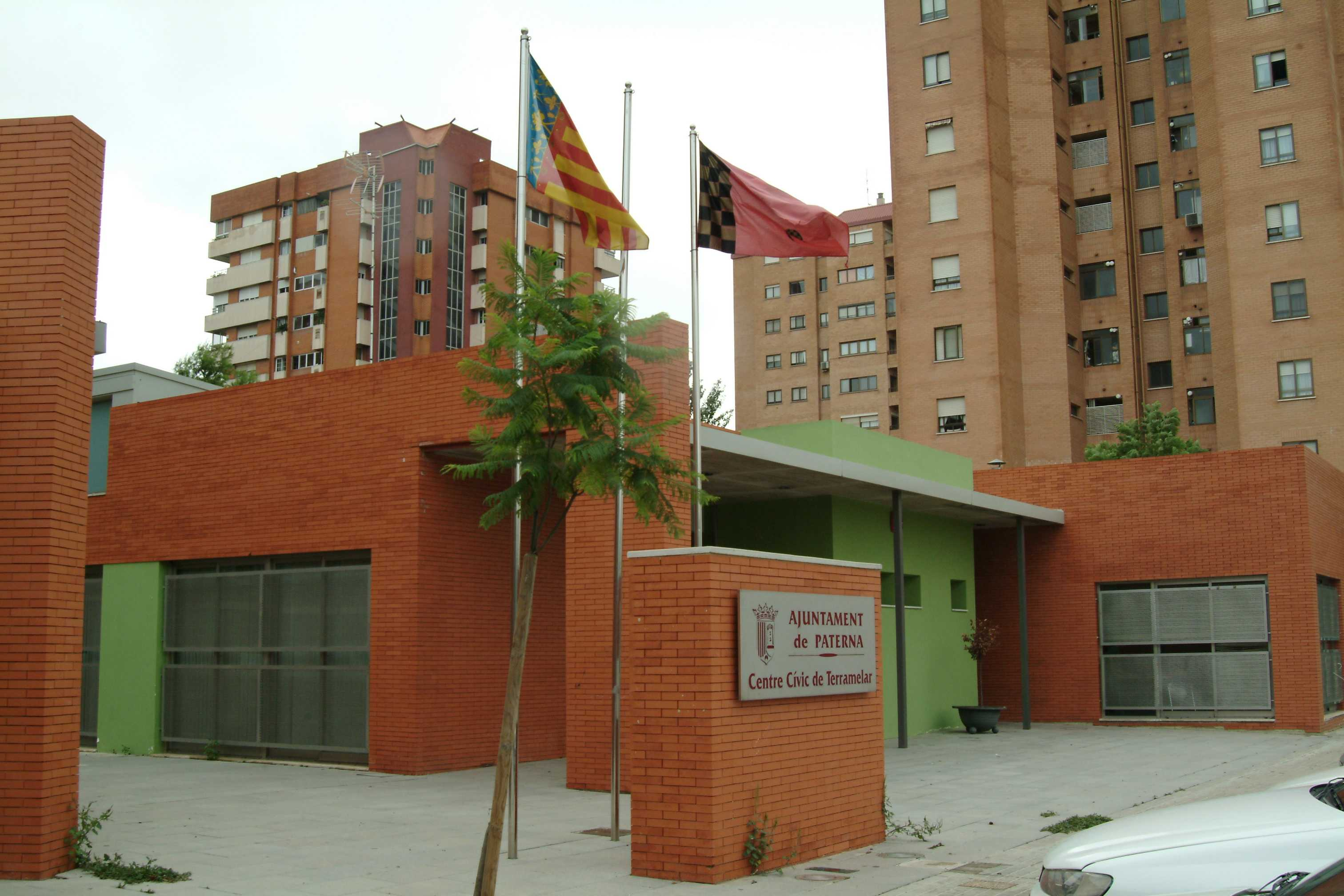
Centro cívico de Terramelar.

El barrio fue diseñado en el año 1970. Antes de que se organizara su planificación como zona urbana, existía una masía tradicional llamada "El Armelar", que, a su vez, coincidía en nombre con un colegio religioso concertado que funcionaba en el mismo territorio, y que, a día de hoy, sigue activo en su trabajo educativo.
Gran parte de las tierras que rodean el barrio de Terramelar, habían pertenecido anteriormente a oficiales militares. Por ello, desde el s. XVIII se había organizado la apertura de un polvorín, que, posteriormente, contribuyó, además, a la aparición en el s. XIX de la Escuela Práctica de Artillería de Paterna, que marcó el principio del trabajo militar en este municipio.
En los años 90, Terramelar era conocido en muchos centros deportivos de Valencia debido a su gran calidad en los equipos de fútbol sala de alevines, infantiles, cadetes y juveniles que jugaban en el polideportivo del barrio.